# Азербайджанський державний музей килима і народного прикладного мистецтва імені Лятіфа Керімова
Азербайджанський державний музей килима і народного прикладного мистецтва імені Лятіфа Керімова 
(азерб. Lətif Kərimov adına Azərbaycan dövlət xalçaçılıq və xalq tətbiqi sənəti muzeyi) — заснований у Баку в 1967 році. Розташований у центрі азербайджанської столиці, навпроти приморського бульвару. Є першим у світі музеєм килимів. Має ім'я Лятіфа Керімова, азербайджанського килимаря, відомого своїм внеском як у килимарство Азербайджану, так і в інші різні галузі мистецтва.

## Основні цілі
Килимарство є одним з найдавніших видів декоративно-прикладного мистецтва Азербайджану. Дані археологічних досліджень, що проводяться на території Азербайджану, свідчать про те, що мистецтво килимарства зародилося в Азербайджані ще в глибокій старовині. Музей килима проводить велику і копітку роботу з пропаганди національної культурної спадщини шляхом проведення міжнародних виставок, конференцій, симпозіумів та інших заходів.

## Характеристика музею
В Азербайджанському державному музеї килима і народно-прикладного мистецтва зберігаються цінні історичні експонати і твори мистецтва з Кубі, Кабалі, Ширвана, Казаха, Тебриза, Єревана, Гянджі, Шекі та інших міст і регіонів, що охоплюють всю багатовікову історію Азербайджану. Це — археологічні пам'ятники, пов'язані з бронзової епохи (чорні керамічні та бронзові предмети), фаянсовий посуд XII століття, художнє шиття і національний одяг XIX століття, металеві, дерев'яні, скляні та ювелірні вироби, зброя, килими та килимові вироби з національними орнаментами та сюжетами, пов'язані з народним ремеслом, ховлу (Халча, хали, ДЕСТ хали, гебе), ховсуз (палас, килим, чечім, сумах, шедде, варни, Зілі), різноманітні килимові вироби — хурджун, чул, хейба, мафраш, ехар гашлиги і ін.) Усього в музеї зберігаються близько мільйона малих і великих за розміром килимових виробів. Одним з найцінніших експонатів є килим з національними орнаментами «Хілі-Бута» (візерунок у вигляді краплі), який був витканий карабаському ткалями в X столітті.

## Історія музею
Основа музею була покладена в 1967 році, а офіційне відкриття відбулося в 1972 році. 17 травня 2008 році в Баку пройшла церемонія закладки першого каменя нового будинку музею килима, в якому брали участь президент Азербайджанської Республіки Ільхам Алієв і головний директор ЮНЕСКО Коішіро Мацуура. Нова будівля буде побудована у вигляді складеного килима.

## Цікаві факти
Колекція музею багаторазово демонструвалися в більш ніж в 50 країнах світу, серед яких країни Європи — Велика Британія, Португалія, Голландія, Іспанія, Італія, Франція; країни Азії — Індія, Іран, Ізраїль, Туреччина; країни колишнього СРСР, а також Куба, США та багато інших. Про історію музею килима знято документальний фільм.
Цей Музей є Першим у світі Музеєм Килима.

Тебризькі килими
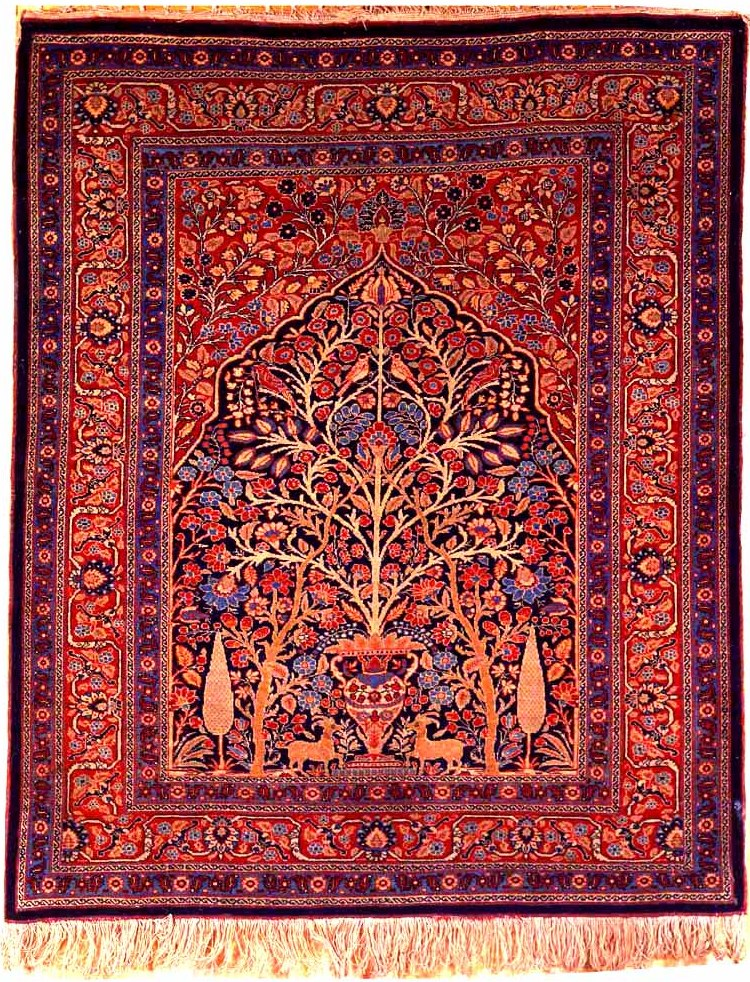
Килим «Агаджли». XIX век
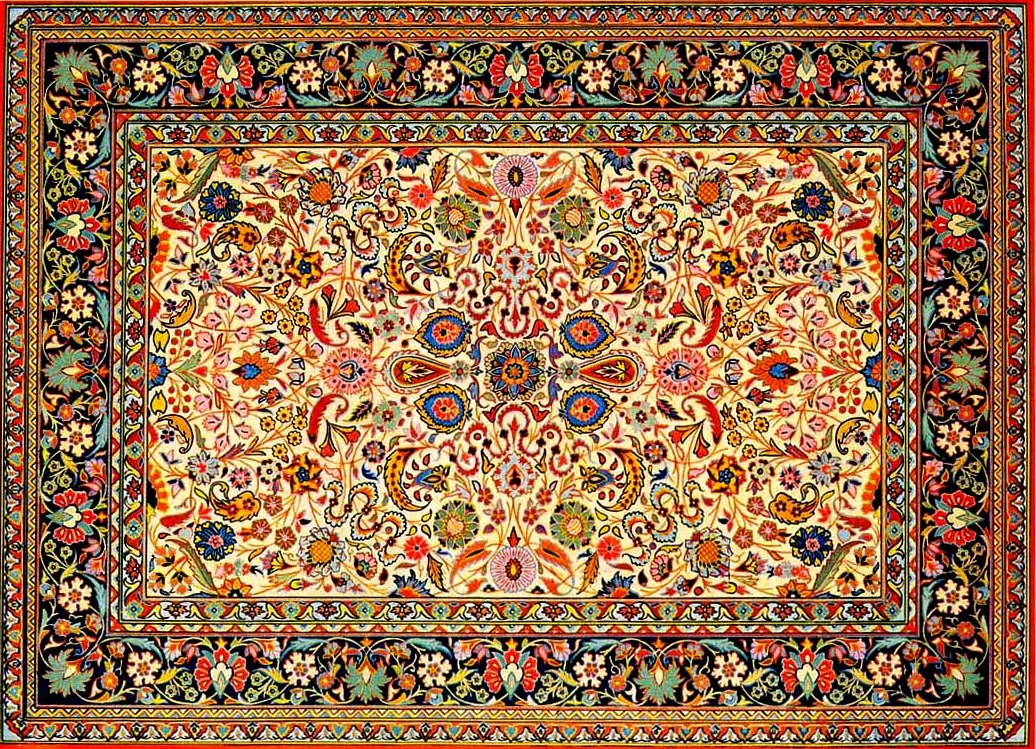
Килим «Афшан». XVIII век
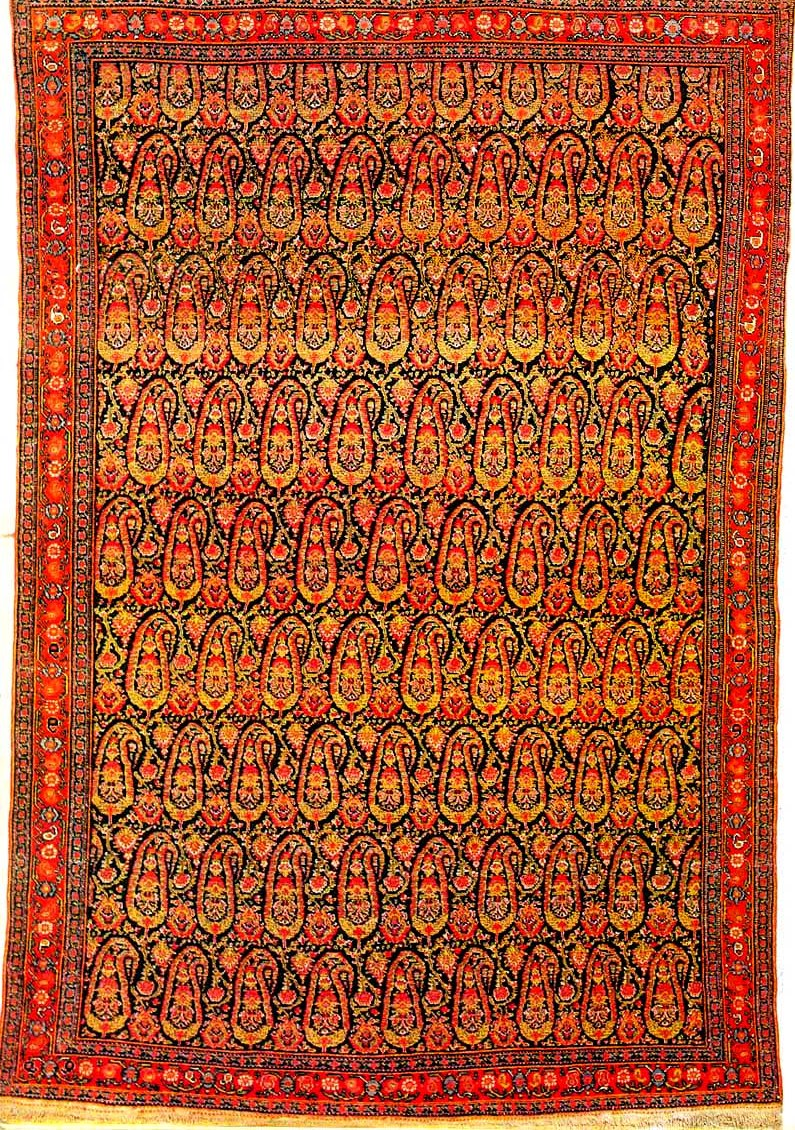
Килим «Серабі». XVIII век
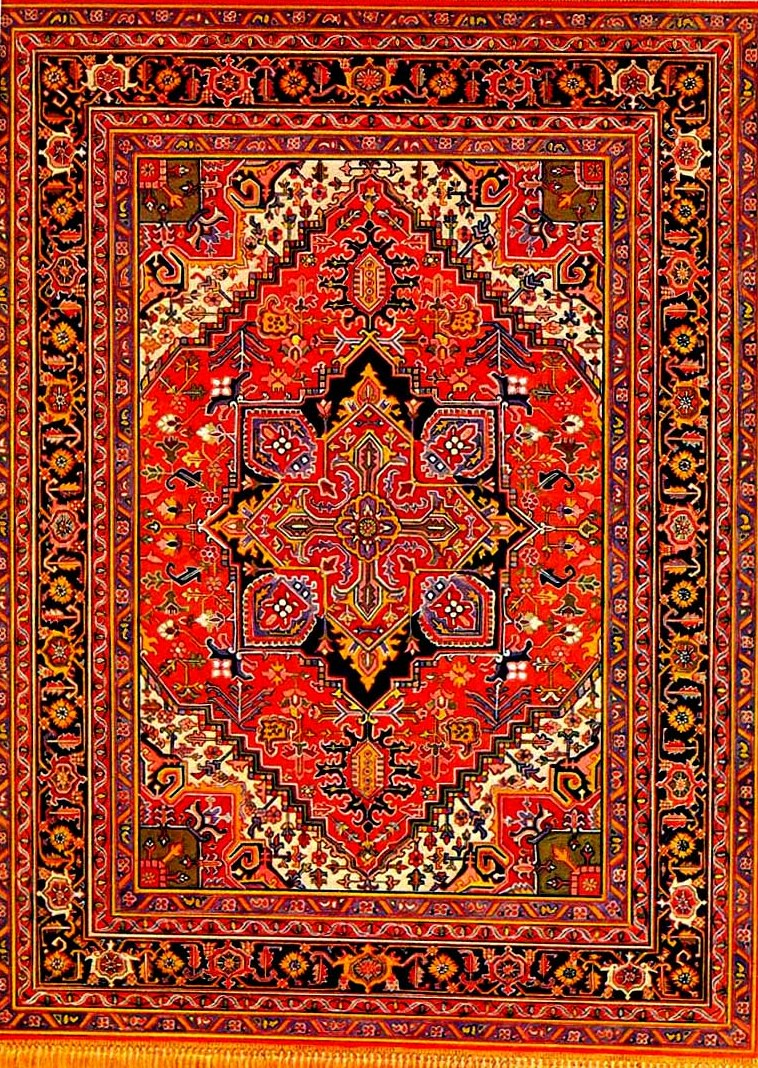
Килим «Геріс». XVIII век

Карабаські килими
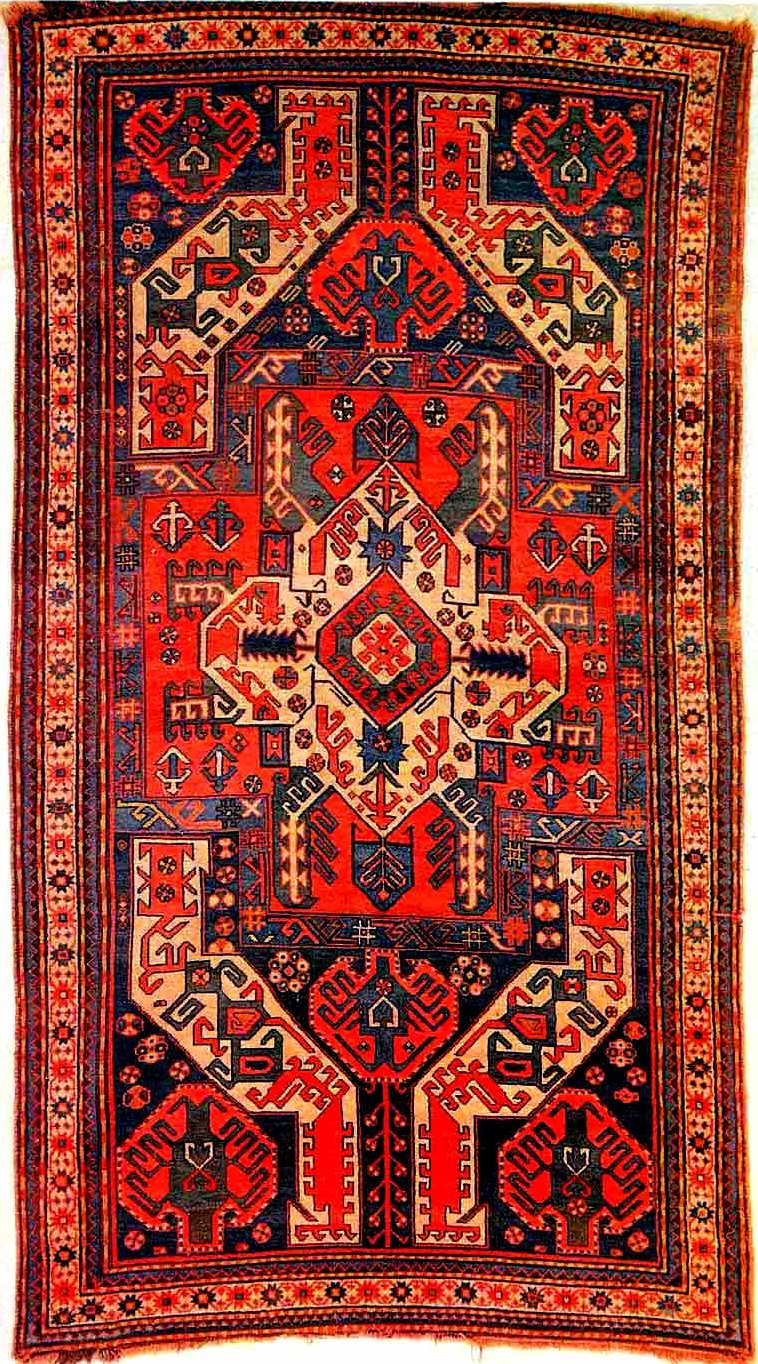
Килим «Касимушаги»
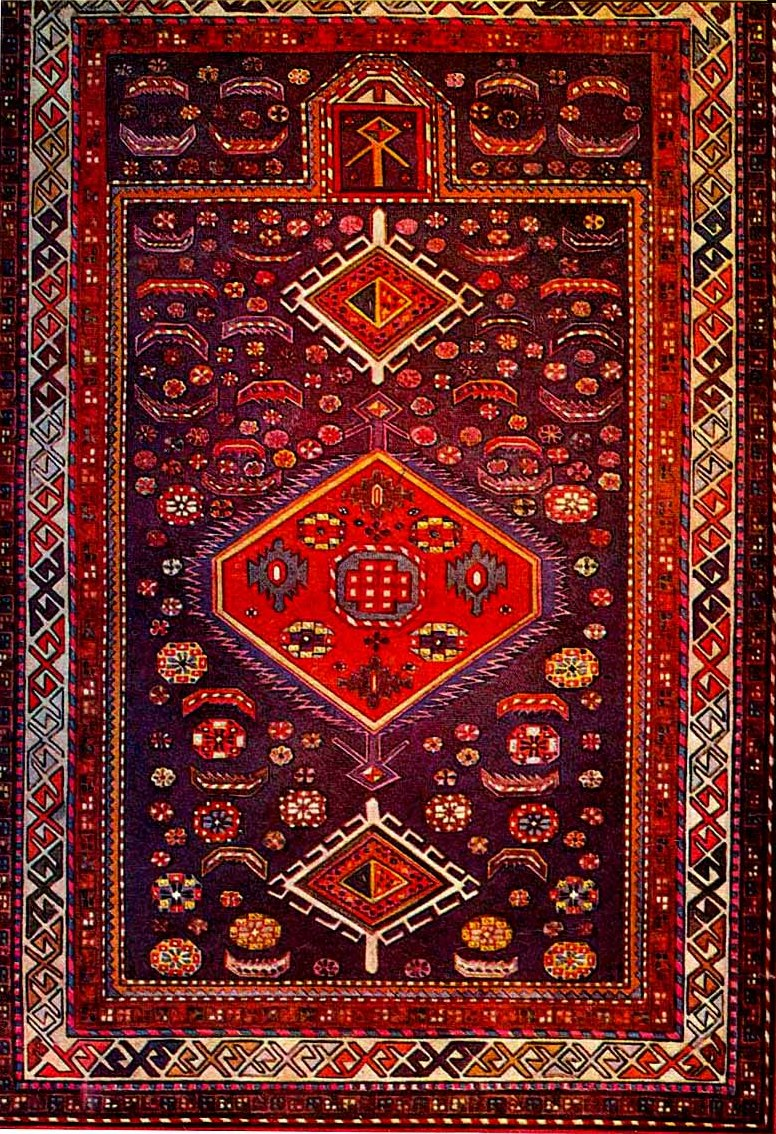
Килим «Кара-коюнлу»
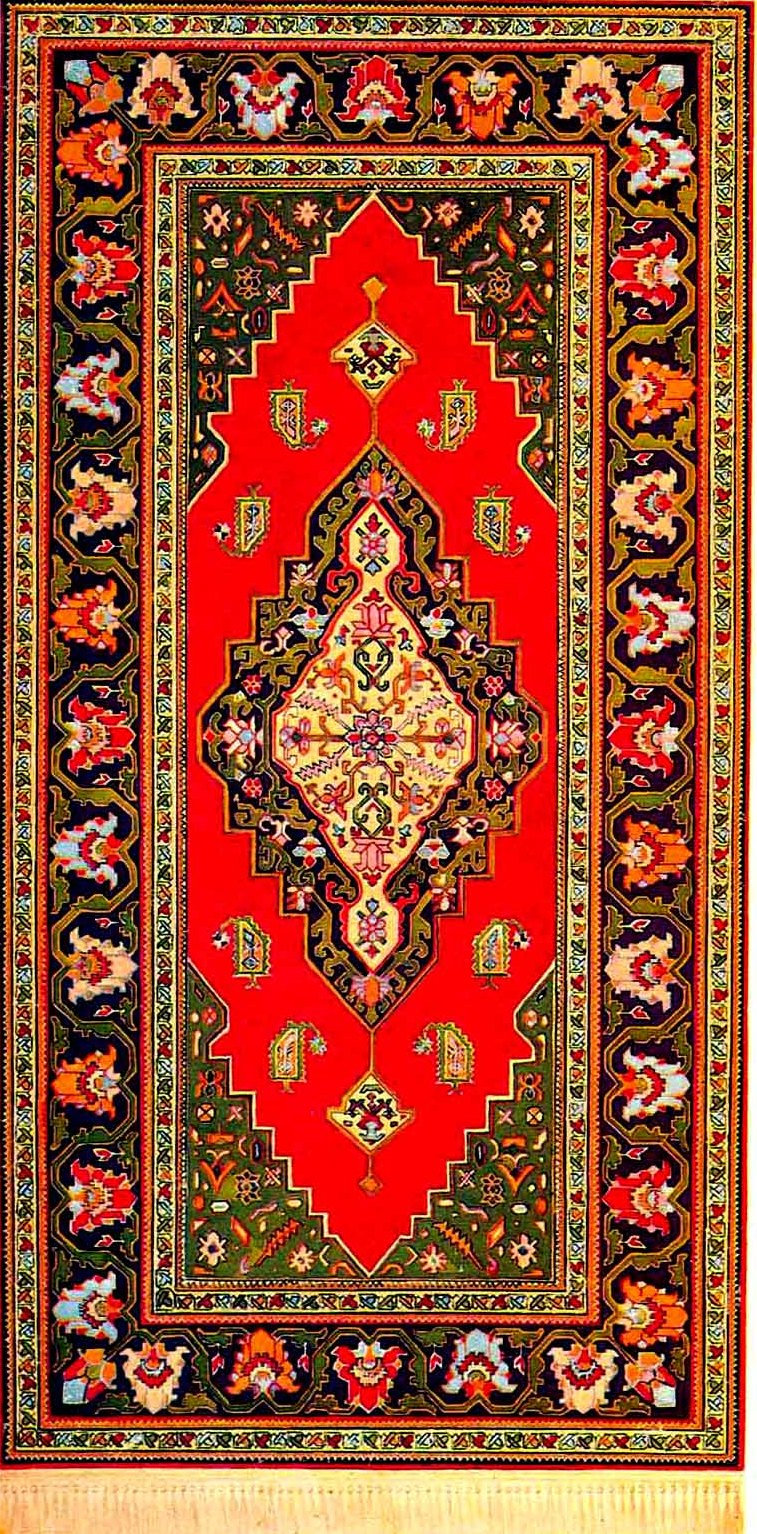
Килим «Ханлиг»
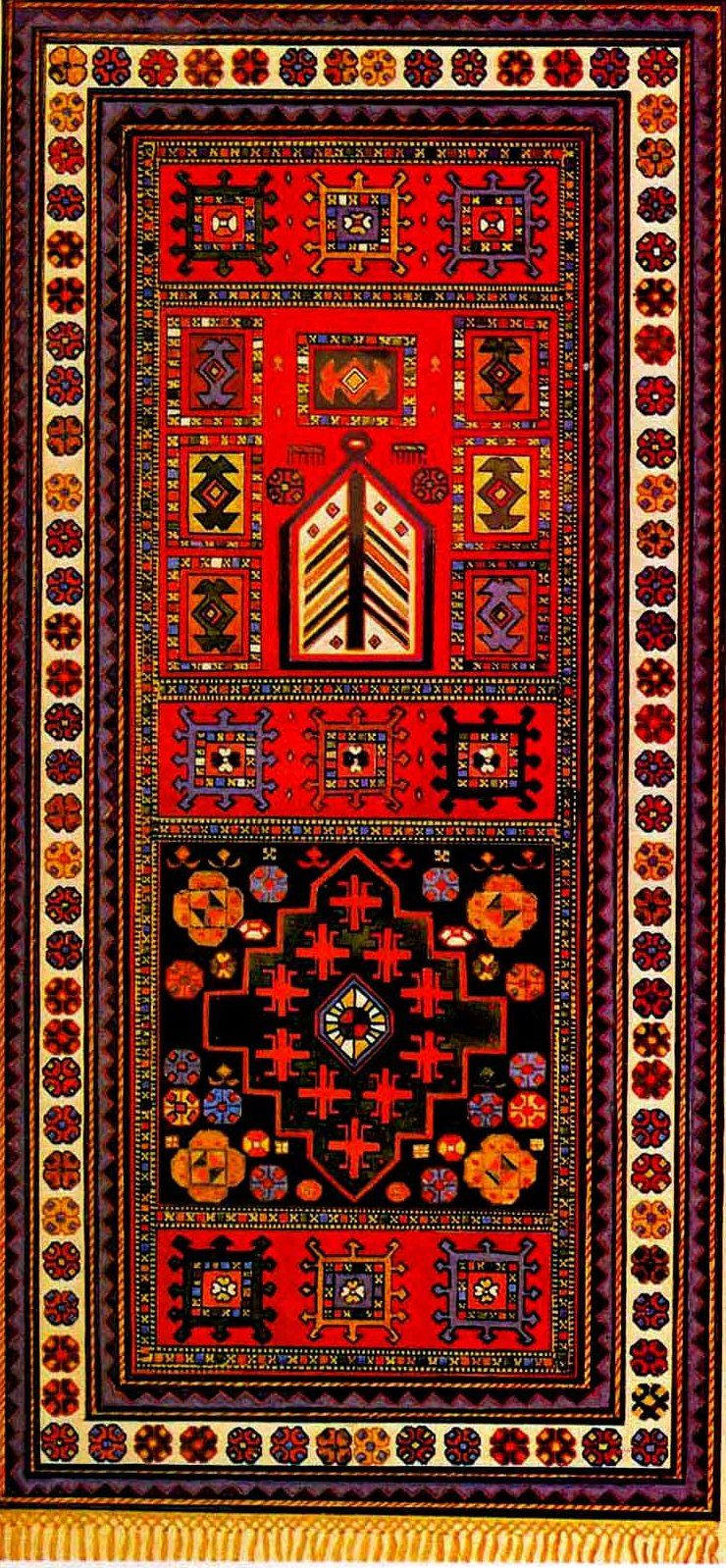
Килим «Шуша»

Бакінські килими
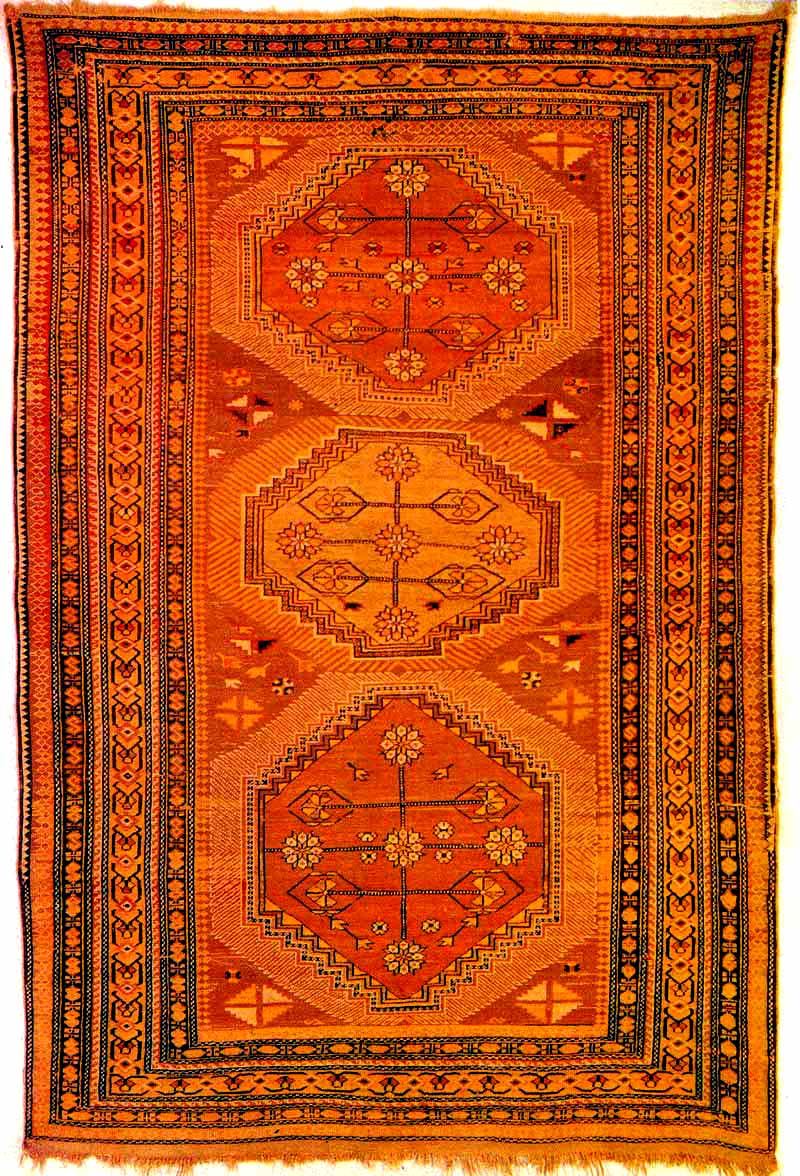
Килим Сурахани. Початок XX сторіччя
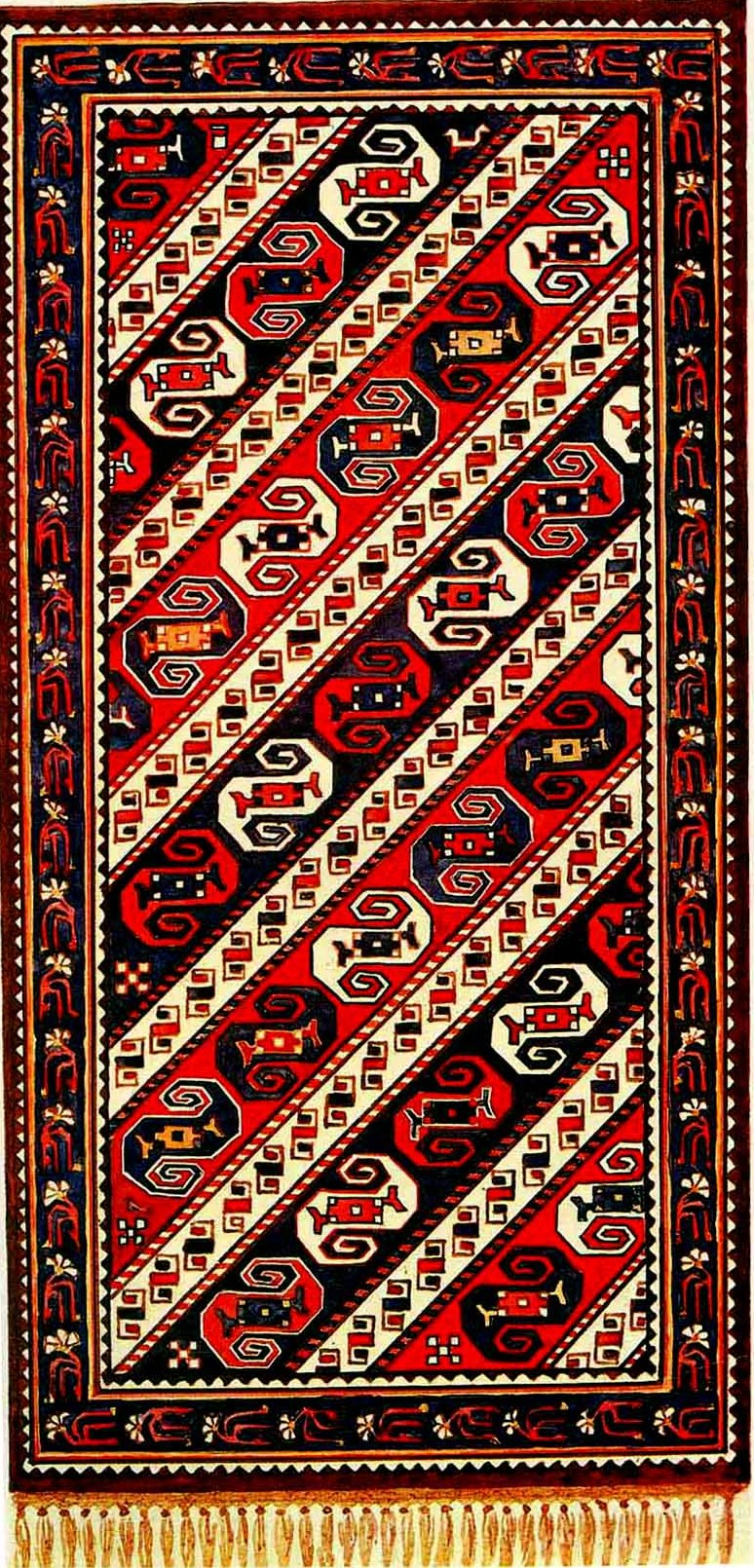
Килим «Баку»
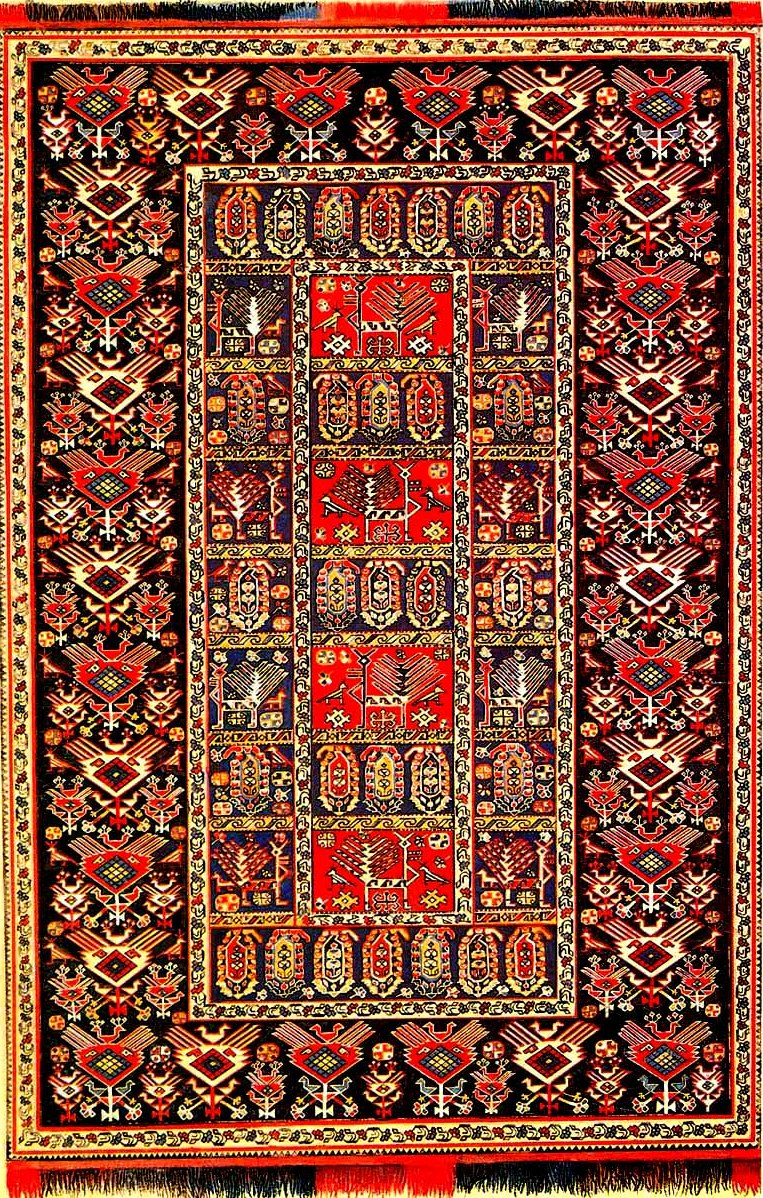
Килим «Зілі»
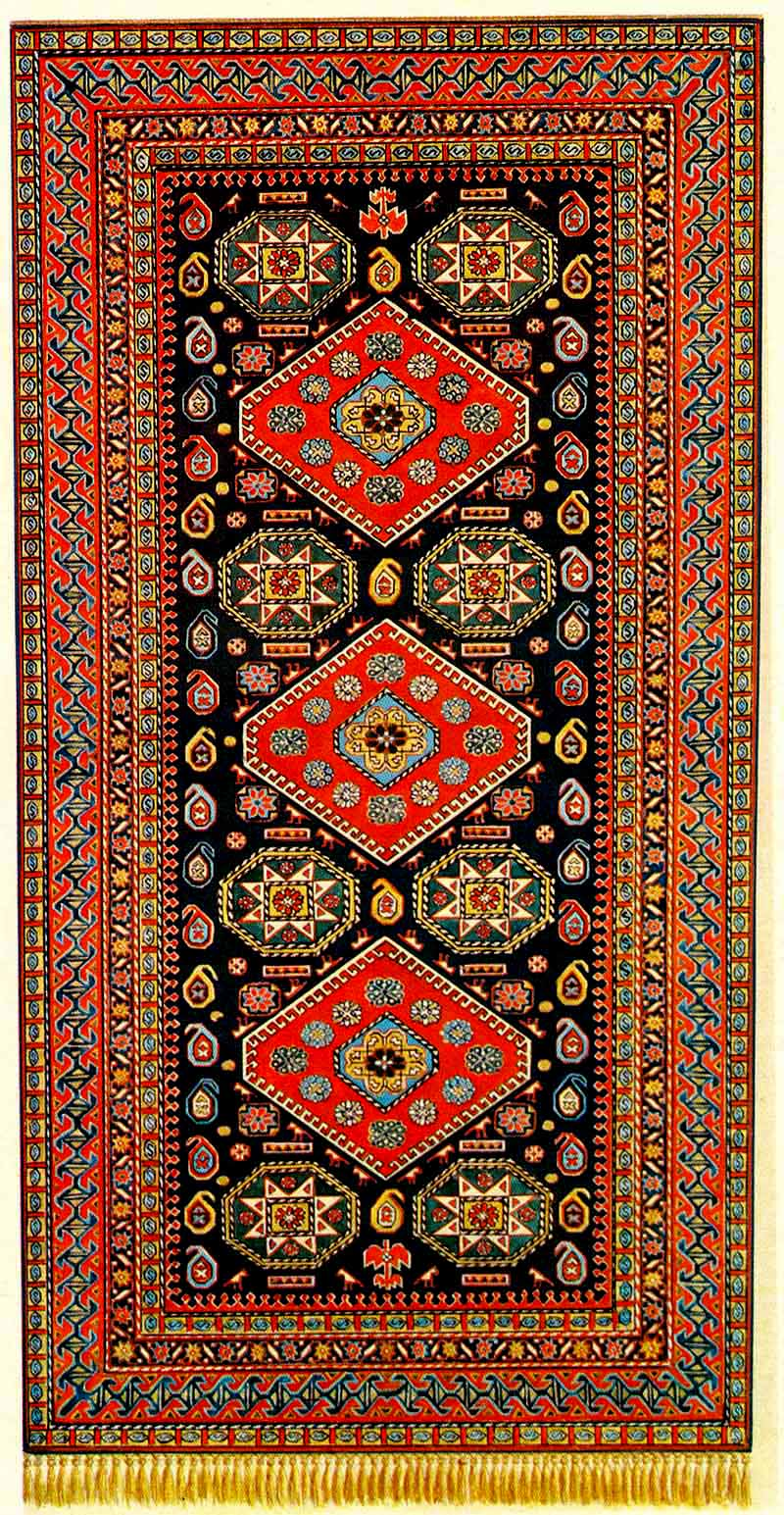
Килим Новхани